# Cateterización urinaria
La cateterización urinaria es la inserción de un tubo de látex, poliuretano o silicona conocido como catéter urinario, en la vejiga del paciente a través de la uretra. La cateterización permite que la orina del paciente drene libremente de la vejiga para la recolección. Puede usarse para inyectar líquidos utilizados para el tratamiento o diagnóstico de afecciones de la vejiga. Un médico, a menudo una enfermera, suele realizar el procedimiento, pero también es posible la autocateterización. El catéter puede ser permanente (catéter permanente), o un catéter intermitente que se retira después de cada cateterización.

## Tipos de catéteres

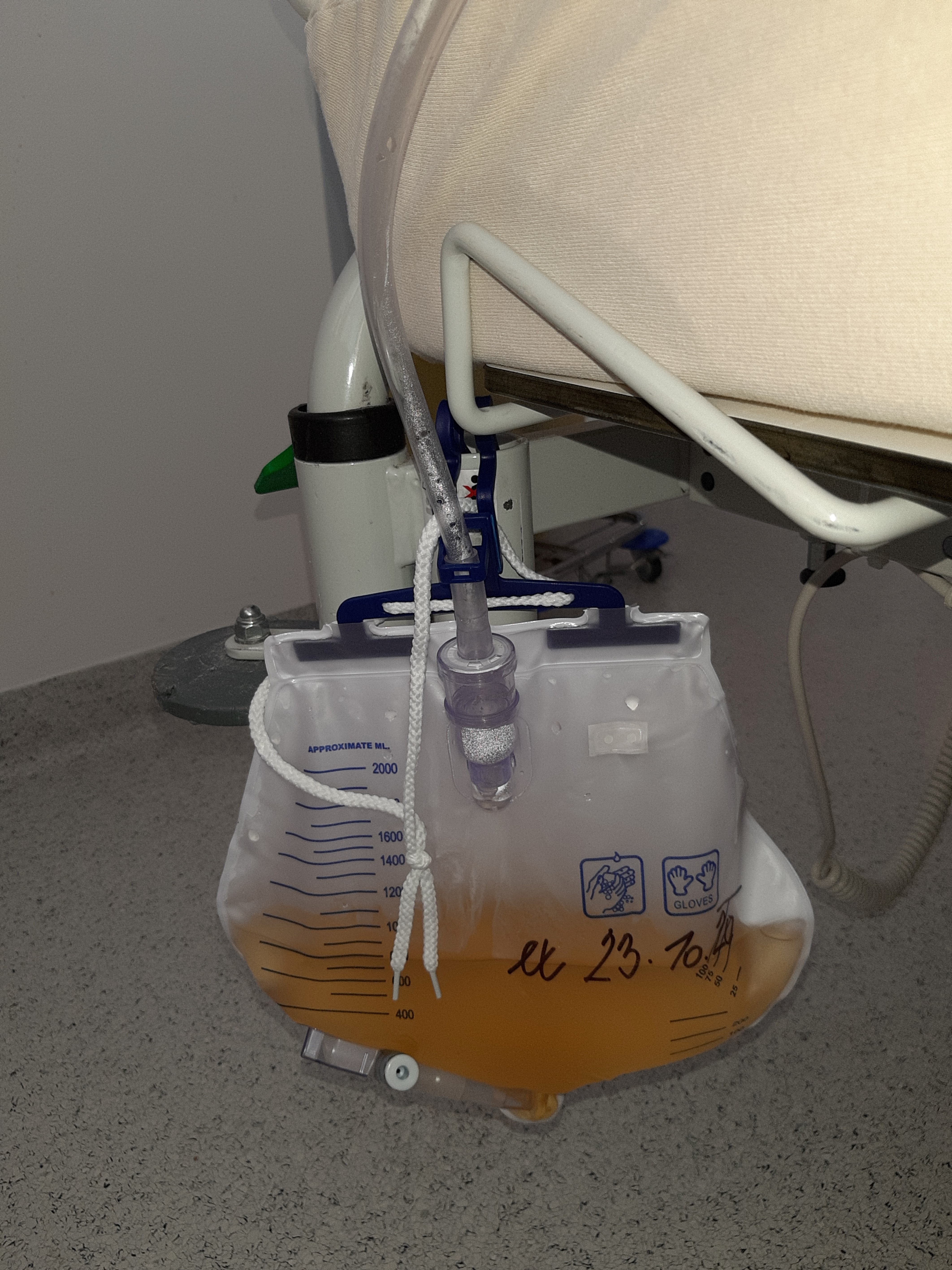
Bolsa para orina, llena.

Los catéteres vienen en varios diseños básicos:
- Un catéter de Foley (catéter urinario permanente) se retiene por medio de un globo en la punta que se infla con agua estéril. Los globos suelen venir en dos tamaños diferentes: 5 cm³ y 30 cm³. Se hacen comúnmente en caucho de silicona o caucho natural.
- Un catéter intermitente / Robinson es un catéter flexible que se utiliza para el drenaje de la orina a corto plazo. A diferencia del catéter de Foley, no tiene globo en su punta y, por lo tanto, no puede permanecer en su lugar sin ayuda. Estos pueden ser no recubiertos o recubiertos (por ejemplo, recubiertos hidrófilos y listos para usar).
- La autocateterización intermitente en varones se realiza mejor con un catéter flexible para drenar la vejiga periódicamente. El paciente no debe intentar el procedimiento sin una guía para mantener la limpieza del catéter y el área circundante y las instrucciones específicas sobre la inserción del catéter desde el meato hasta la entrada de la vejiga. Un catéter Coudé, que incluye el catéter de Tiemann, está diseñado con una punta curva que facilita el paso a través de la curvatura de la uretra prostática.[2]
- Un catéter de hematuria (o hematuria) es un tipo de catéter de Foley utilizado para la hemostasia post-RTUP. Esto es útil después de procedimientos quirúrgicos endoscopio, o en el caso de hematuria macroscópica. Hay catéteres de hematuria de dos y tres vías (doble y triple luz).
- Un catéter de condón se usa para incontinencia masculina y conlleva un menor riesgo de infección que un catéter permanente[3]

## Diferencias de sexo
En los hombres, el tubo del catéter se inserta en el tracto urinario a través del pene. Un catéter tipo condón (también conocido como 'catéter de Texas'), si se usa, se ajusta alrededor de la punta del pene, en lugar de insertarlo. En las mujeres, el catéter se inserta en el meato uretral, después de una limpieza con povidona yodada.
El procedimiento puede ser complicado en las mujeres debido a los distintos diseños de los genitales (debido a la edad, la obesidad, el corte genital femenino, el parto u otros factores), pero un buen médico clínico confiaría en los puntos de referencia anatómicos y la paciencia al tratar con un paciente así. En el Reino Unido, se acepta generalmente que la limpieza del área que rodea el meato uretral con una solución de cloruro de sodio al 0.9% es suficiente para los pacientes masculinos y femeninos, ya que no existe evidencia confiable que sugiera que el uso de agentes antisépticos reduzca el riesgo de una infección del tracto urinaria.
Las indicaciones comunes para cateterizar a un paciente incluyen retención urinaria aguda o crónica (que puede dañar los riñones), procedimientos ortopédicos que pueden limitar el movimiento del paciente, la necesidad de un control preciso de la entrada y salida (como en una UCI), hiperplasia prostática benigna, incontinencia, y los efectos de diversas intervenciones quirúrgicas que involucran la vejiga y la próstata.

## Prevención de una infección
El cuidado diario del catéter y la bolsa de drenaje es importante para reducir el riesgo de una infección. Tales precauciones incluyen:
- Limpieza del área uretral (área donde el catéter sale del cuerpo) y el catéter en sí.
- Desconectando la bolsa de drenaje del catéter solo con las manos limpias.
- Desconectando la bolsa de drenaje lo menos posible. Mantenga el conector de la bolsa de drenaje lo más limpio posible y limpie la bolsa de drenaje periódicamente.
- Use un catéter delgado siempre que sea posible para reducir el riesgo de dañar la uretra durante la inserción.
- Beber suficiente líquido para producir al menos dos litros de orina al día.
- La actividad sexual tiene un riesgo muy alto de infecciones urinarias, especialmente en mujeres con cateterismo.

Las lesiones en el meato urinario pueden ocurrir durante una tracción prolongada y / o una sonda demasiado grande. Los signos objetivados son dolor, enrojecimiento, calor, edemas, hinchazón. La sonda debe retirarse lo antes posible para evitar la propagación de gérmenes.
No hay evidencia clara de que cualquier tipo de catéter o técnica de inserción sea superior a otro en la prevención de infecciones.
|                  |
| Catéter de Foley |

|                   |
| Catéter de condón |

|                           |
| Autocateterismo masculino |

|                          |
| Autocateterismo femenino |

|                            |
| Catéter de Foley masculino |

Consulte el artículo " Razones para el cese del cateterismo intermitente limpio después de una lesión de la médula espinal: resultados del registro de lesiones de la médula espinal del Neurogenic Bladder Research Group ". en Neurourol Urodyn , 10.1002/nau.24172.
El registro NBRG es un estudio observacional prospectivo que examina la calidad de vida relacionada con la vejiga neurogénica en personas que han sufrido una lesión medular. Los participantes fueron reclutados en Estados Unidos y Canadá y respondieron entrevistas telefónicas y cuestionarios electrónicos. Los trastornos neurológicos progresivos y congénitos fueron criterios de exclusión.
En este estudio participaron 1479 personas. De estos participantes, 309 (20,8 %) identificaron como tratamiento principal un CIC o un conducto urinario. De estos participantes, 176 (110 tetrapléjicos; 66 parapléjicos) habían utilizado CIC en el pasado y lo interrumpieron por SPT (64 %), sonda de Foley (29,5 %) o conducto urinario (6,8 %). Las razones más comunes declaradas por los propios pacientes para dejar de utilizar CIC fueron las molestias, las pérdidas de orina y demasiadas infecciones del tracto urinario.
En la comparación no ajustada, los participantes parapléjicos que habían interrumpido el CIC eran mayores y presentaban más comorbilidades en comparación con los participantes tetrapléjicos. Por otro lado, los participantes parapléjicos tenían mejores puntuaciones de motricidad fina y realizaron el CIC durante un período más prolongado antes de interrumpirlo, en comparación con los participantes tetrapléjicos. Otra observación relevante fue que una mayor proporción de participantes parapléjicos que interrumpieron el CIC informaron dolor crónico.
Sin duda, es necesario comprender mejor todos los factores relacionados con el cumplimiento deficiente del cateterismo intermitente, ya que existen implicancias inherentes en la transición a otras modalidades de manejo de la vejiga. La educación continua por parte de equipos multidisciplinarios y el tratamiento eficaz de las comorbilidades, como el dolor crónico, pueden conducir potencialmente a mejores resultados a largo plazo. Estudios adicionales deberían evaluar la opinión de los pacientes sobre las razones más importantes para la interrupción del cateterismo intermitente y el impacto de las tecnologías de cateterismo más nuevas en la adherencia al tratamiento y la reducción de complicaciones.
.https://pubmed.ncbi.nlm.nih.gov/33621016/